# 25629 Mukherjee
25629 Mukherjee (tên chỉ định: 2000 AH52) là một tiểu hành tinh vành đai chính. Nó được phát hiện bởi dự án Nghiên cứu tiểu hành tinh gần Trái Đất Lincoln ở Socorro, New Mexico, ngày 4 tháng 1 năm 2000. Nó được đặt theo tên Anish Mukherjee, an Indian high school student whose electrical và mechanical engineering team project won second place ở the 2009 Giải thưởng Khoa học và Kỹ thuật Intel.